# Cementiri Municipal (Maçanet de la Selva)
El Cementiri Municipal és una obra de Maçanet de la Selva (Selva) inclosa a l'Inventari del Patrimoni Arquitectònic de Catalunya.

## Descripció
Ens trobem amb un típic cementiri de vila, que acull les despulles dels veïns. Tot i el gran nombre d'habitants de què disposa Maçanet, es tracta d'un cementiri no gaire extens. Com a arquetípic cementiri, presenta els elements tant recurrents de multiplicitat de nínxols i làpides. Tanmateix, com a elements singulars a comentar, cal destacar, per una banda, el pou de falsa aparença petrea, sinó que està compost per rajols, coberts per l'aparell d'arrebossat. Adovellat en la part superior i coronat amb una creu, les dovelles tot i que la primera impressió visual que dona és que són de pedra, no és així, sinó que també són resoltes seguint la modalitat de rajol i arrebossat. Mentre que per l'altra, cal ressenyar sobretot la presència de la petita capella. Anomenada la capella del Sant Crist, es caracteritza per diversos elements: encastada en el mur, actuant de separació entre els nínxols; no és oberta al culte, ja que els actes religiosos es fan a l'església parroquial; actualment molt deteriorada serveix de magatzem. Tot i impregnar-se de la llibertat arquitectònica compositiva característica del lèxic popular, recull alguns elements significatius i alhora peculiars com ara: ceràmica romboïdal en el coronament, fragmentada, que conté la data de construcció de la capella, com és 1858. El petit cupulí, coronat per un penell que recull una representació molt irònica, però alhora molt acord i en sintonia amb el context fúnebre en el que ens trobem: metàfora del “tempus fugit”, amb la iconografia de l'esquelet amb la falç sobre el rellotge – tot realitzat en ferro forjat-, al·ludint a la fugacitat, efervescència i caràcter efímer de la vida.

## Història
A mitjans del segle xix es va produir el traspàs de l'antic cementiri ubicat a la plaça de l'església al nou emplaçament situat als afores de la vila.